# Condannato a combattere - The Forgiven
Condannato a combattere - The Forgiven (The Forgiven) è un film del 2017 diretto da Roland Joffé.
La pellicola, con protagonisti Forest Whitaker ed Eric Bana, è l'adattamento cinematografico dell'opera teatrale The Archbishop and The Antichrist di Michael Ashton, e narra la vera storia dell'arcivescovo Desmond Tutu, premio Nobel per la pace nel 1984.

## Trama
L'arcivescovo Desmond Tutu lavora come presidente della Commissione per la Verità e la Riconciliazione nel Sudafrica post apartheid. Una delle sue maggiori sfide morali e intellettuali è rappresentata dall'incontro con Piet Blomfeld, un brutale assassino dalla pelle bianca condannato all'ergastolo e in cerca di redenzione per le atrocità che ha commesso.

## Produzione
Il budget del film è stato di 15 milioni di dollari.

## Promozione
Il primo trailer del film viene diffuso il 23 febbraio 2018.

## Distribuzione
Il film è stato presentato al London Film Festival il 13 ottobre 2017 e distribuito nelle sale cinematografiche britanniche a partire dal 9 marzo 2018. In Italia è arrivato nel mercato direct to video.